# ジョナタン・フルネル
ジョナタン・フルネル (1993年10月2日生まれ) は、フランス東部のサルブール出身で、ブリュッセル在住のフランス人ピアニストである。
2021年、ベルギー王妃エリザベート国際音楽コンクールで優勝。
2000年、サルグミーヌ音楽院のマルアンヌ・アンリのクラスでピアノを学び始め、翌年、ストラスブール音楽院に入学し、ステファン・セバンのクラスで学んだ。
- エリザベート王妃コンクールのページ[1]